# Stuiver

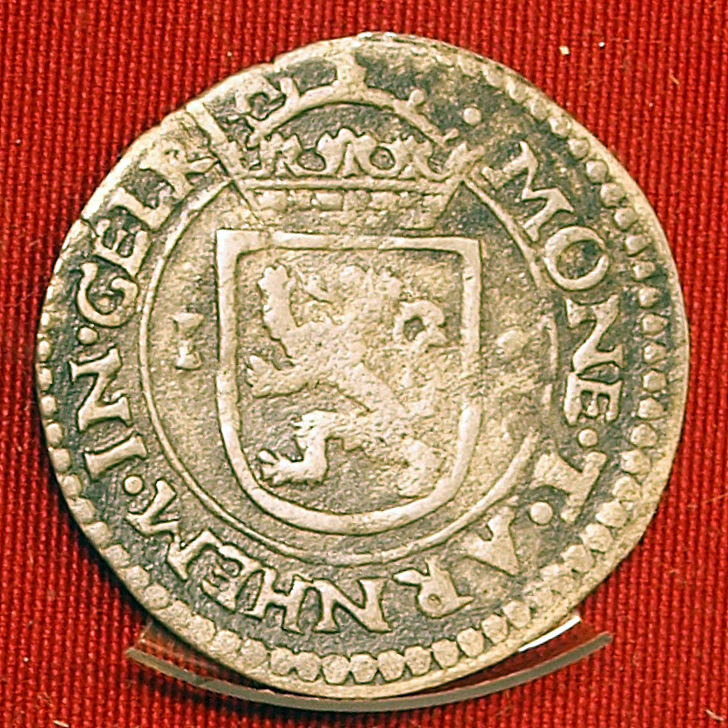
En stuiver från Arnhem från 1598.

Stuiver var ett äldre mynt i Nederländerna och dess kolonier. Efter självständigheten från Spanien var 1 stuiver = 1/20 gulden = 8 duit = 16 penninge. Efter 1816 delades gulden i 100 cent, och namnet stuiver levde då kvar som en benämning på 5-centsmyntet. Det nordiska ordet styver härstammar från detta mynt.